# Maestro dell'Altare d'oro
Maestro dell'Altare d'oro, in lingua tedesca Meister der Goldenen Tafel (fl. XV secolo), è stato un pittore tedesco attivo a Lüneburg all'inizio del XV secolo.
L'anonimo pittore tedesco deve il nome all'Altare d'Oro, opera proveniente dall'altare maggiore della chiesa del convento di San Michele a Lüneburg, probabilmente del 1418, e ora conservata al Museo di Hannover.
Nello scrigno vi erano il tesoro del convento, formato da oggetti preziosi, alcuni dei quali si trovano ora al Museo di Hannover, il lato interno dei battenti era scolpito e dorato. Ad ante aperte vi erano trentasei pitture su fondo d'oro, con la Vita di Cristo e della Vergine, poste su tre registri e leggibili come un fregio continuo da sinistra a destra.
Ad altare completamente chiuso, altre scene tra cui: l'Annuncio ai pastori, la Fuga in Egitto, il Battesimo di Cristo, la Crocifissione e le Tre Marie al sepolcro. Dei dipinti all'interno dei battenti esterni, opera in larga parte di aiutanti, sono da assegnare al maestro sia l'Incoronazione della Vergine che il Battesimo di Cristo .
Al Maestro sono da attribuire le miniature del Messale Vewelkoven, conservato allo Stadtarchiv di Lüneburg; due tavole a Brema, in collezione privata con la Madonna col Bambino e Augusto e la Sibilla Tiburtina.